# Kyciowa Skała
Kyciowa Skała (452 m) – skaliste wzniesienie w miejscowości Strzegowa w województwie małopolskim, w powiecie olkuskim, w gminie Wolbrom. Znajduje się wśród pól uprawnych, w odległości około 500 m na zachód od drogi wojewódzkiej nr 794, pomiędzy wzniesieniami Opalanica, Biernatowa Skała i Pośrednica. Pod względem geograficznym jest to obszar Wyżyny Częstochowskiej.
Kyciowa Skała  to jedyne całkowicie bezleśne wzniesienie w okolicy. Zbudowana jest ze skał wapiennych i występuje w niej schronisko Bramka w Kyciowej Skale z charakterystyczną skalną bramą.
Obok Kyciowej Skały wyznakowano Szlak Jaskiniowców.

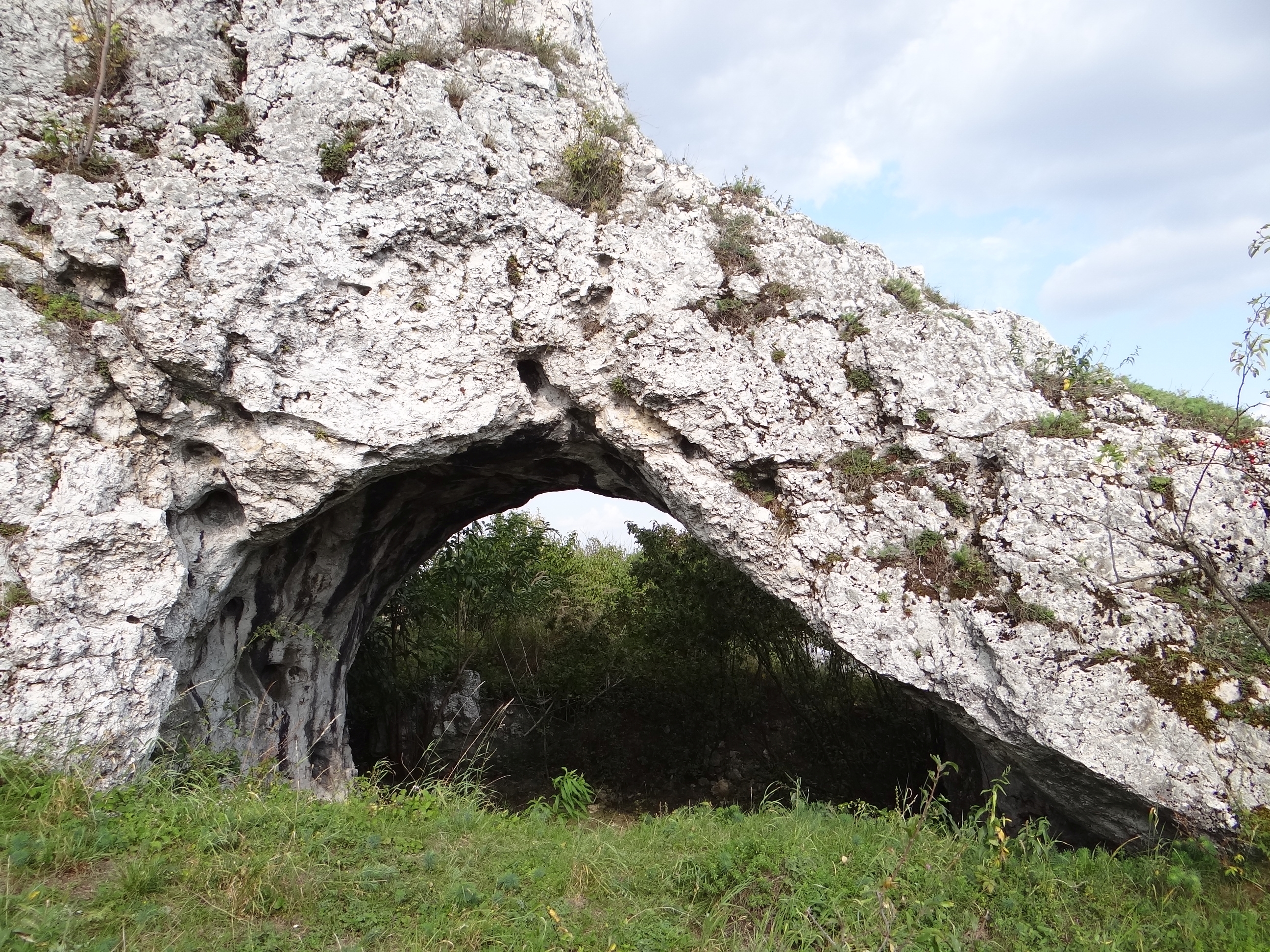
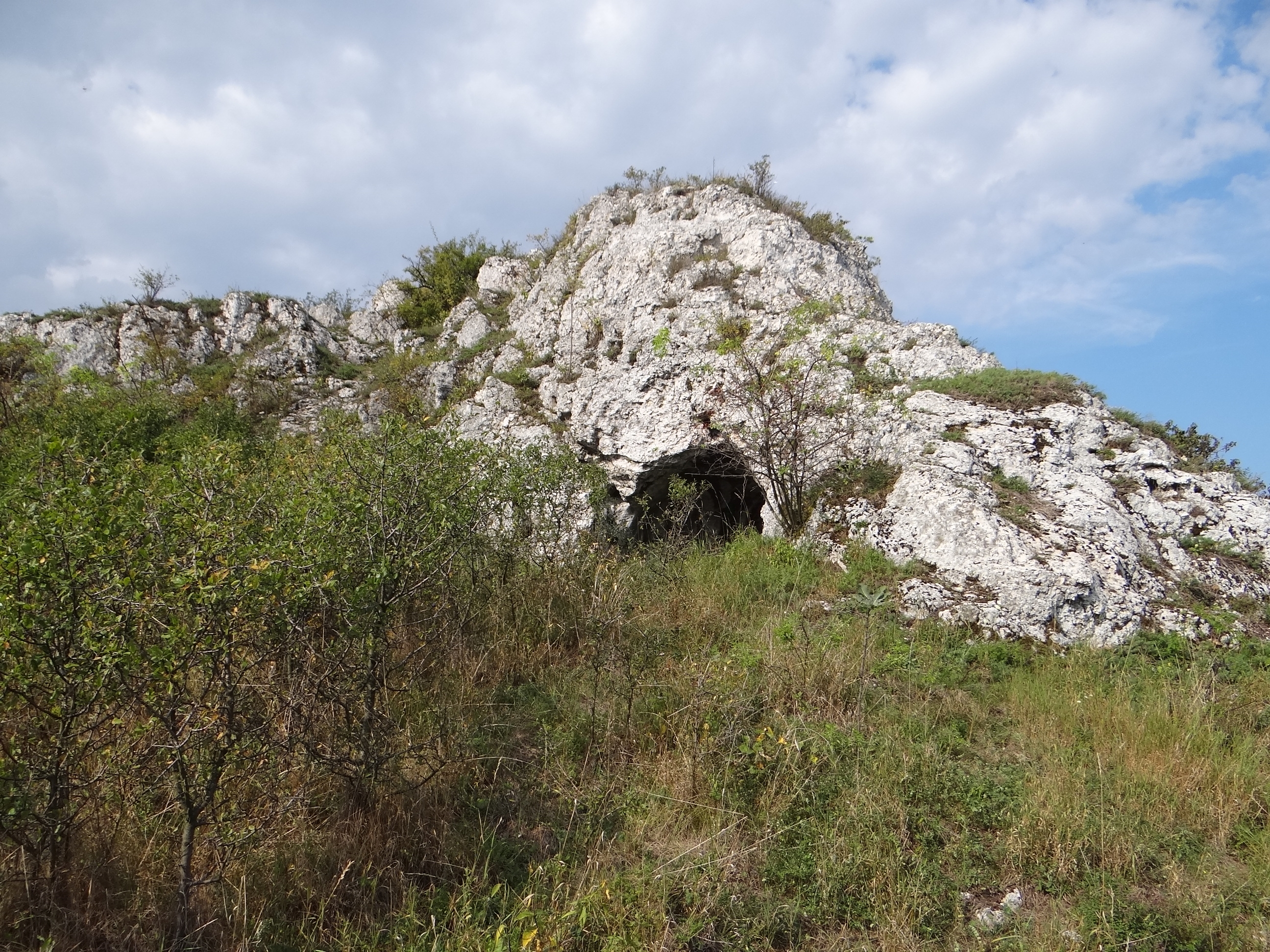
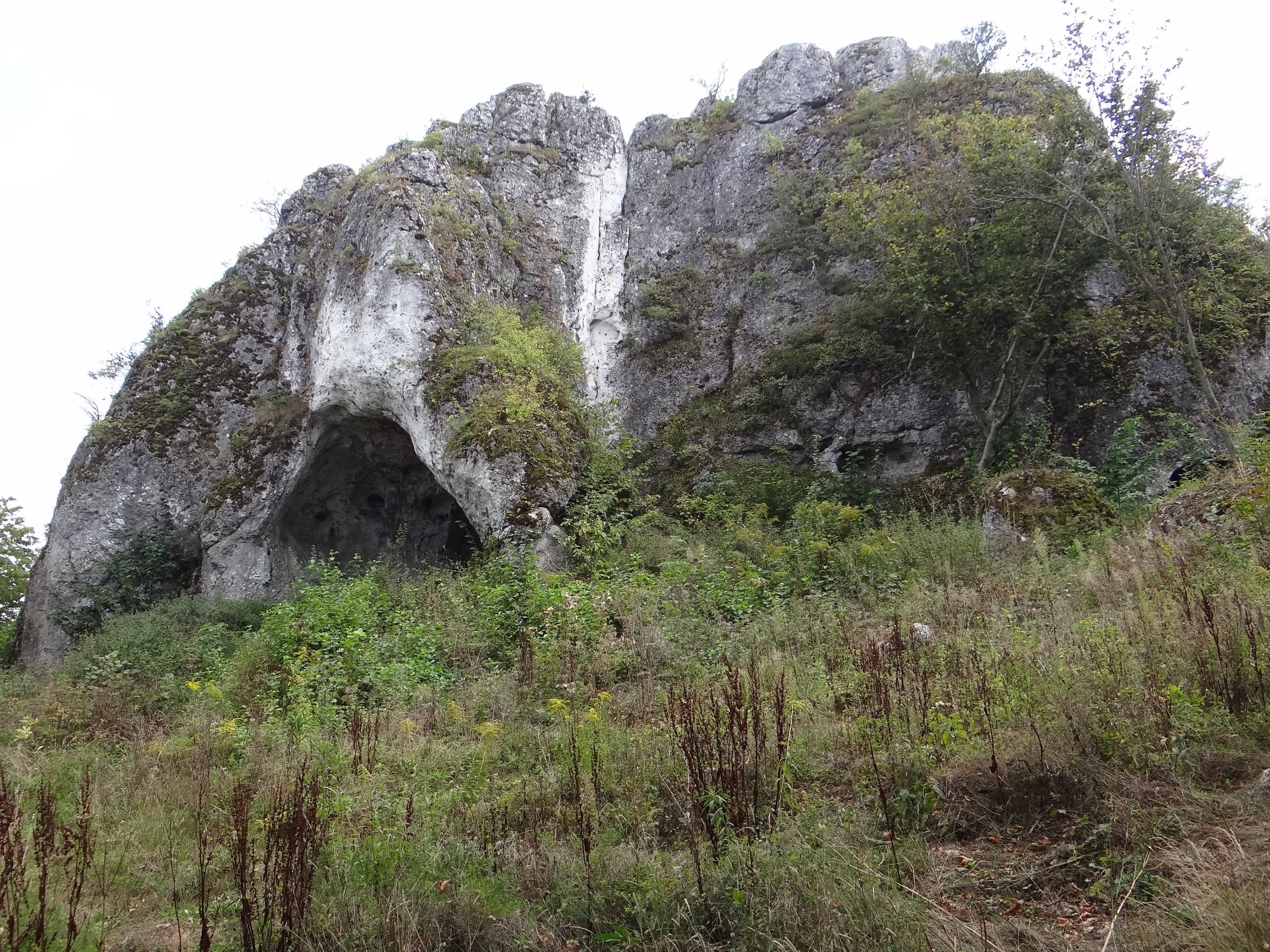